# Tășad (sit SCI)
Tășad este o arie protejată (arie specială de conservare — SAC, sit de importanță comunitară — SCI) din România, desemnată în scopul protejării biodiversității și menținerii într-o stare de conservare favorabilă a florei spontane și faunei sălbatice, precum și a habitatelor naturale de interes comunitar aflate în arealul zonei de protecție. Acesta este situat în vestul Transilvaniei, pe teritoriul județului Bihor.

## Localizare
Aria naturală se află în partea centrală a județului Bihor, pe teritoriile administrative ale comunelor Copăcel și Drăgești, în imediata apropiere de drumul național DN76, care leagă municipiul Oradea de Beiuș.

## Înființare
Zona a fost declarată sit de importanță comunitară prin Ordinul Ministerului Mediului și Dezvoltării Durabile Nr.1964 din 13 decembrie 2007 (privind instituirea regimului de arie naturală protejată a siturilor de importanță comunitară, ca parte integrantă a rețelei ecologice europene Natura 2000 în România) și se întinde pe o suprafață de 1.589 hectare. Situl a fost protejat și ca arie specială de conservare în mai 2022.

## Biodiversitate
Situl reprezintă o zonă naturală (păduri de foioase, păduri în tranziție, pajiști naturale, pășuni, peșteri) încadrată în bioregiunea continentală central-nordică a Dealurilor de Vest (unitate geomorfologică deluroasă situată în partea vestică a Carpaților Occidentali), la poalele vestice ale Munților Pădurea Craiului, aparținând de lanțului carpatic al Occidentalilor. Acesta include rezervația naturală Calcarele tortoniene de la Tășad cu cele două grote (Peștera Stracoș și Peștera Tășad) dezvoltate în abrupturile calcaroase tortoniene (atribuite perioadei geologice sarmațiene din ultimul etaj al miocenului), străbătute de apele Văii Stracoșului.
Aria naturală dispune de un habitat natural (Peșteri în care accesul publicului este interzis) care adăpostește și asigură condiții de viețuire mai multor comunități de lilieci.
Fauna sitului are în componență câteva specii de mamifere, reptile și amfibieni; dintre care unele protejate prin Directiva Consiliului European 92/43/CE din 21 mai 1992 (privind conservarea habitatelor naturale și a speciilor de faună și floră sălbatică) sau aflate pe lista roșie a IUCN.
Mamifere: liliacul cu aripi lungi (Miniopterus schreibersii), liliacul comun (Myotis myotis), liliac cu urechi de șoarece (Myotis blythii), liliacul mediteranean (Rhinolophus euryale), liliacul mare cu potcoavă (Rhinolophus ferrumequinum), liliacul mic cu potcoavă (Rhinolophus hipposideros); 
Reptile și amfibieni: gușter (Lacerta viridis), ivorașul-cu-burta-galbenă (Bombina variegata) și tritonul cu creastă (Triturus cristatus), tritonul comun transilvănean (Triturus vulgaris), salamandra de foc (Salamandra salamandra), broasca-roșie-de-pădure (Rana dalmatina), broasca râioasă brună (Bufo bufo), broasca-roșie-de-munte (Rana temporaria) sau broasca mare de lac (Rana ridibunda)

## Căi de acces
- Drumnul național DN76, pe ruta: Oradea - Băile Felix - Hidișelu de Jos - Hidișelu de Sus - Drăgești.

## Monumente și atracții turistice
În vecinătatea sitului se află câteva obiective de interes istoric, cultural și turistic; astfel:
- Biserica de lemn "Sfinții Arhangheli Mihail și Gavriil" din Hidișelu de Jos, construcție secolul al XVIII-lea, monument istoric (cod LMI BH-II-m-A-01158).
- Biserica de lemn "Adormirea Maicii Domnului" din Surduc, construcție secolul al XVIII-lea, monument istoric (cod LMI BH-II-m-B-01207).
- Așezarea fortificată "Cetățeaua" de la Tășad (sec. IV - I a. Chr., Latène).
- Beftia și Pădurea de la Alparea - situri de importanță comunitară incluse în rețeaua ecologică Natura 2000 în România.